# Усачёв, Юрий Владимирович

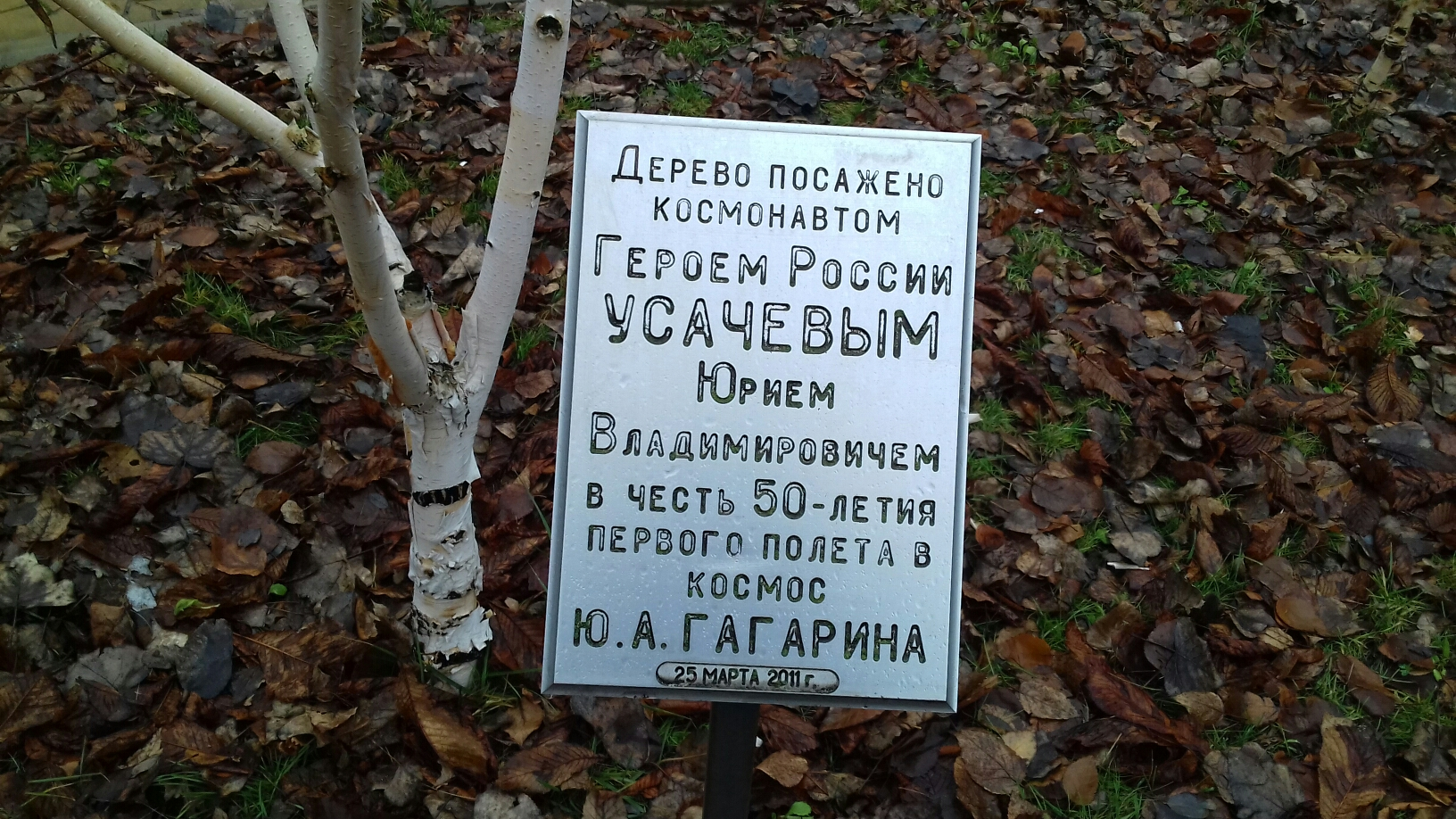
Дерево, высаженное в Ростовском музее космонавтики

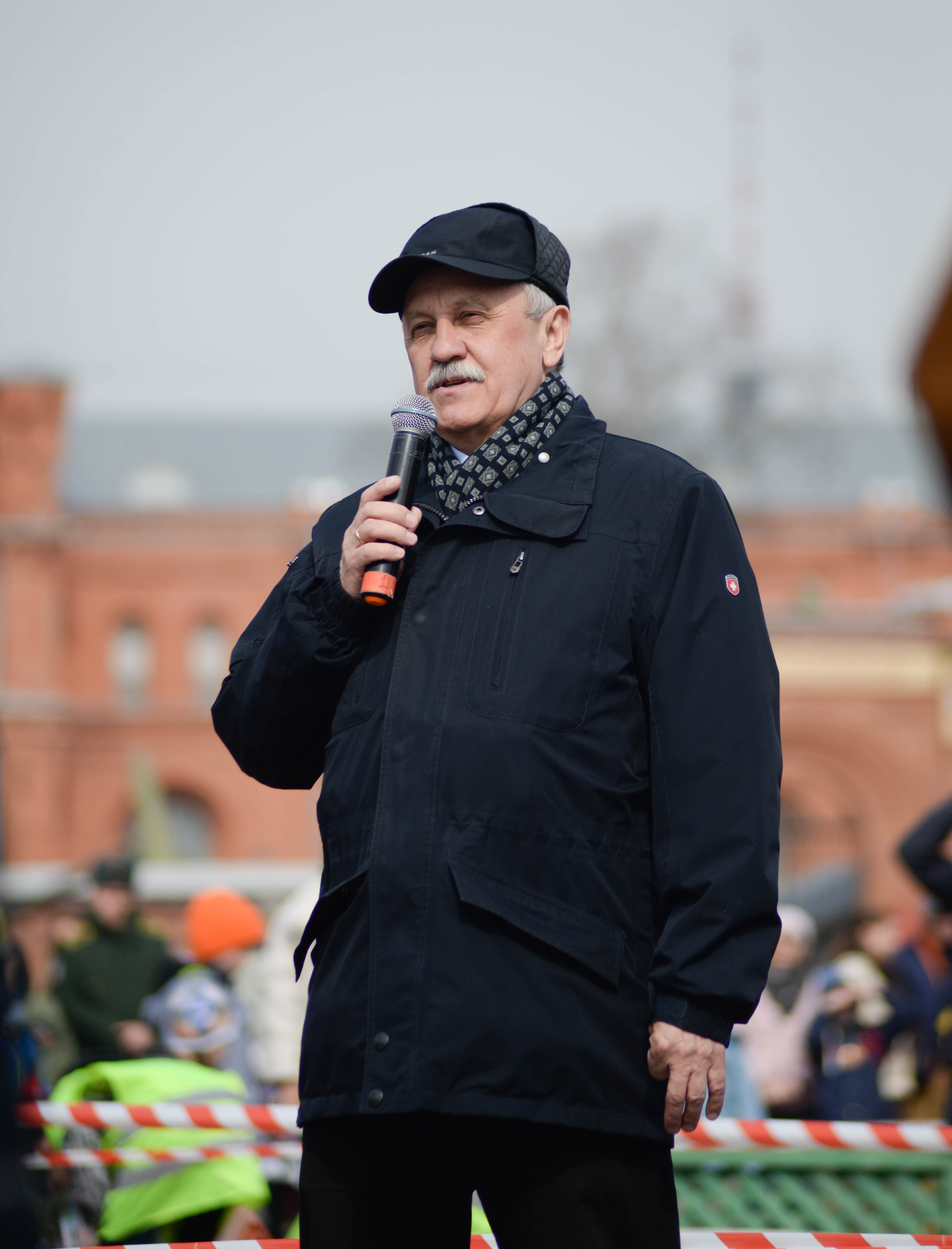
Юрий Усачёв в 2023 году на мероприятиях, посвящённых дню космонавтики в Санкт-Петербурге

Ю́рий Влади́мирович Усачёв (род. 9 октября 1957, Донецк, Ростовская область, РСФСР) — лётчик-космонавт Российской Федерации, живёт в городе Королёве, под Москвой.

## Биография
Родился 9 октября 1957 года в Донецке Ростовской области. Мать Юрия, Анна Григорьевна Усачёва (работала техником на фабрике), проживает в Донецке, отец (шахтёр) умер. У него есть старший брат и сестра-близнец, пятью минутами старше его.

### Образование
Окончил среднюю школу № 5 в Донецке в 1975 году. В 1985 году получил диплом инженера-механика в Московском авиационном институте, кафедра 608 «Проектирование аэрогидрокосмических систем».

### Работа
В 1975—1976 годах работал на предприятиях Донецка. В 1976—1978 годах служил срочную службу в Советской Армии, сержант, командир отделения в химических войсках в Группе советских войск в Германии.
После окончания авиационного института Усачев распределён инженером в НПО «Энергия», где начал работать над ракетой-носителем «Энергия», участвуя в техническом решении вопросов выхода в открытый космос, будущего космического строительства.
В 1988 году прошёл медицинское обследование и приступил к специальным тренировкам, а в 1989 году он был зачислен кандидатом в отряд космонавтов НПО «Энергия». В 1991 году зачислен в отряд космонавтов. Проходил курс общей космической подготовки для работы на орбитальной станции «Мир». Был членом дублирующих экипажей экспедиций «Мир-13, 14 и 19».
Первый космический полёт совершил с 8 января по 9 июля 1994 года он работал бортинженером в составе 15-й основной экспедиции на космической станции «Мир» (командир экипажа В. М. Афанасьев, исследователь В. В. Поляков). Экипаж стартовал и приземлялся на космическом корабле «Союз ТМ-18». Продолжительность полёта составила 182 суток 00 часов 27 минут.
Второй космический полёт совершил с 21 февраля по 2 сентября 1996 года в роли бортинженера 21-й основной экспедиции на космической станции «Мир». Стартовал и приземлялся на космическом корабле «Союз ТМ-23»: взлёт с Юрием Онуфриенко и возвращение с Юрием Онуфриенко и Клоди Андре-Деэ. Продолжительность полёта составила 193 суток 19 часов 08 минут, совершил шесть выходов в открытый космос (один из наиболее высоких показателей выходов в космос в течение одного полёта за всю историю пилотируемой космонавтики).
Третий космический полёт состоялся в составе экспедиции на шаттле STS-101 с 19 мая по 29 мая 2000 года. Был специалистом полёта по программе сборки МКС. Продолжительность полёта составила 9 суток 20 часов 10 минут.
Четвёртый космический полёт совершил командиром экспедиции МКС-2, которая началась 8 марта 2001 года запуском шаттла STS-102, 9 марта 2001 года экипаж прибыл на МКС. Команда (астронавты США Джеймс Восс и Сьюзан Хелмс) работала в космосе 167 дней 6 часов 42 минуты. Совершил один выход в открытый космос. 22 августа 2001 года экспедиция вернулась на Землю. В общей сложности Усачёв провел в космосе почти 553 суток и семь раз выходил в открытый космос.
В 2005 году покинул отряд космонавтов и стал работать начальником отдела в РКК «Энергия». С 2007 года — командир отряда космонавтов РКК «Энергия», при этом сам действующим космонавтом не является.
Статистика
| # | Стартовый корабль | Старт, UTC        | Экспедиция                  | Корабль посадки   | Посадка, UTC      | Налёт                       | Выходы в открытый космос | Время в открытом космосе |
| - | ----------------- | ----------------- | --------------------------- | ----------------- | ----------------- | --------------------------- | ------------------------ | ------------------------ |
| 1 | Союз ТМ-18        | 08.01.1994, 10:04 | Союз ТМ-18, Мир-15          | Союз ТМ-18        | 09.07.1994, 10:32 | 182 суток 00 часов 27 минут | 0                        | 0                        |
| 2 | Союз ТМ-23        | 21.02.1996, 12:34 | Союз ТМ-23, Мир-21          | Союз ТМ-23        | 02.09.1996, 07:41 | 193 суток 19 часов 07 минут | 6                        | 30 часов 30 минут        |
| 3 | Атлантис STS-101  | 19.05.2000, 10:11 | Атлантис STS-101, МКС-2A.2a | Атлантис STS-101  | 29.05.2000, 06:20 | 09 суток 20 часов 09 минут  | 0                        | 0                        |
| 4 | Дискавери STS-102 | 08.03.2001, 11:42 | Дискавери STS-102, МКС-2    | Дискавери STS-105 | 22.08.2001, 18:22 | 167 суток 06 часов 40 минут | 1                        | 00 часов 19 минут        |
|   |                   |                   |                             |                   |                   | 552 суток 22 часа 23 минуты | 7                        | 30 часов 50 минут        |

### Семья
Женат на Вере Сергеевне Усачёвой (урождённая Назарова) из Калининграда. У них есть дочь Евгения. Усачёв увлекается фотографией.

### Турнир по дзюдо
Станислав Петрович Беляев является организатором регионального турнира по дзюдо в честь Дня космонавтики и Героя России Юрия Владимировича Усачёва, который в юности был воспитанником Беляева С. П..

## Писательская деятельность
Юрий Усачев — популяризатор космонавтики. Свои впечатления от четырёх космических полетов он описал в книге «Дневник космонавта» — М.:Гелеос, 2004. Планирует продолжать писательскую деятельность.
В октябре 2014 года в свет вышла новая книга Юрия Усачёва о космосе, написанная специально для детей — «Один день в космосе».

## Награды
- Герой Российской Федерации (18 августа 1994) — за мужество и героизм, проявленные во время длительного космического полёта на орбитальном научно-исследовательском комплексе «Мир»[7]
- Орден «За заслуги перед Отечеством» II степени (10 апреля 2002) — за мужество и высокий профессионализм, проявленные при осуществлении космического полёта на Международной космической станции[8]
- Орден «За заслуги перед Отечеством» III степени (16 октября 1996) — за успешное осуществление международного космического полёта на орбитальном научно-исследовательском комплексе «Мир» и проявленные при этом мужество и героизм[9]
- Медаль «За заслуги в освоении космоса» (12 апреля 2011) — за большие заслуги в области исследования, освоения и использования космического пространства, многолетнюю добросовестную работу, активную общественную деятельность[10]
- Медаль Алексея Леонова (Кемеровская область, 2015) — за семь совершённых выходов в открытый космос[11]
- Кавалер ордена Почётного легиона (Франция, 1997)
- Лётчик-космонавт Российской Федерации (18 августа 1994) — за успешное осуществление длительного космического полета на орбитальном научно-исследовательском комплексе «Мир» и проявленный при этом высокий профессионализм[12]
- Благодарность Президента Российской Федерации (23 октября 2000) — за большой вклад в развитие и укрепление российско-американского сотрудничества в области пилотируемой космонавтики[13]
- Медаль «За космический полёт» (НАСА)
- Медаль «За выдающиеся общественные заслуги» (НАСА)
- Также награждён орденом Атамана Платова (2012).[14]
- Имеет множество наград от негосударственных общественных объединений, в частности — лауреат премии «Лунная радуга» Сергея Павлова по итогам 2007 года.

## Признание заслуг
- Именем космонавта назван городской парк культуры и отдыха города Донецка Ростовской области[15][16].
- Именем космонавта названа его родная школа в Донецке, средняя общеобразовательная школа № 5 имени Юрия Усачёва